# مریان
مریان نام یکی از روستاهای بخش مرکزی شهرستان طوالش واقع در ۳۰ کیلومتری غرب هشتپر است.
مریان در گذشته در مسیر هشتپر به خلخال قرار داشته و به واسطه این از رونق بیشتری برخوردار بوده

## جمعیت
این روستا در دهستان کوهستانی تالش قرار دارد و بر اساس سرشماری عمومی نفوس و مسکن در سال ۱۳۹۰ جمعیت آن ۴۵ نفر (در ۱۶ خانوار) بوده‌است.

## آثار تاریخی
از مهم‌ترین مکان باستانی مربوط به دوران معاصر می‌توان به کاخ ییلاقی سردار امجد و حمام قدیمی مریان اشاره کرد
.
در منطقهٔ مریان گورستان سنگی خرسنگی مربوط به دوران پیش از هخامنشی نیز کشف شده‌است.
نام مریان یا ماریان احتمالا از نام ماد گرفته شده است چنانچه ارمنیان نیز به ماد، مار میگفتند. (محمدعلی طهماسب زاده)